# Eibelstadt
Eibelstadt è un comune tedesco di 2 848 abitanti, situato nel land della Baviera.